# Eucalyptus viridis
Eucalyptus viridis är en myrtenväxtart som beskrevs av Ralph Baker. Eucalyptus viridis ingår i släktet Eucalyptus och familjen myrtenväxter. Inga underarter finns listade i Catalogue of Life.

## Bildgalleri

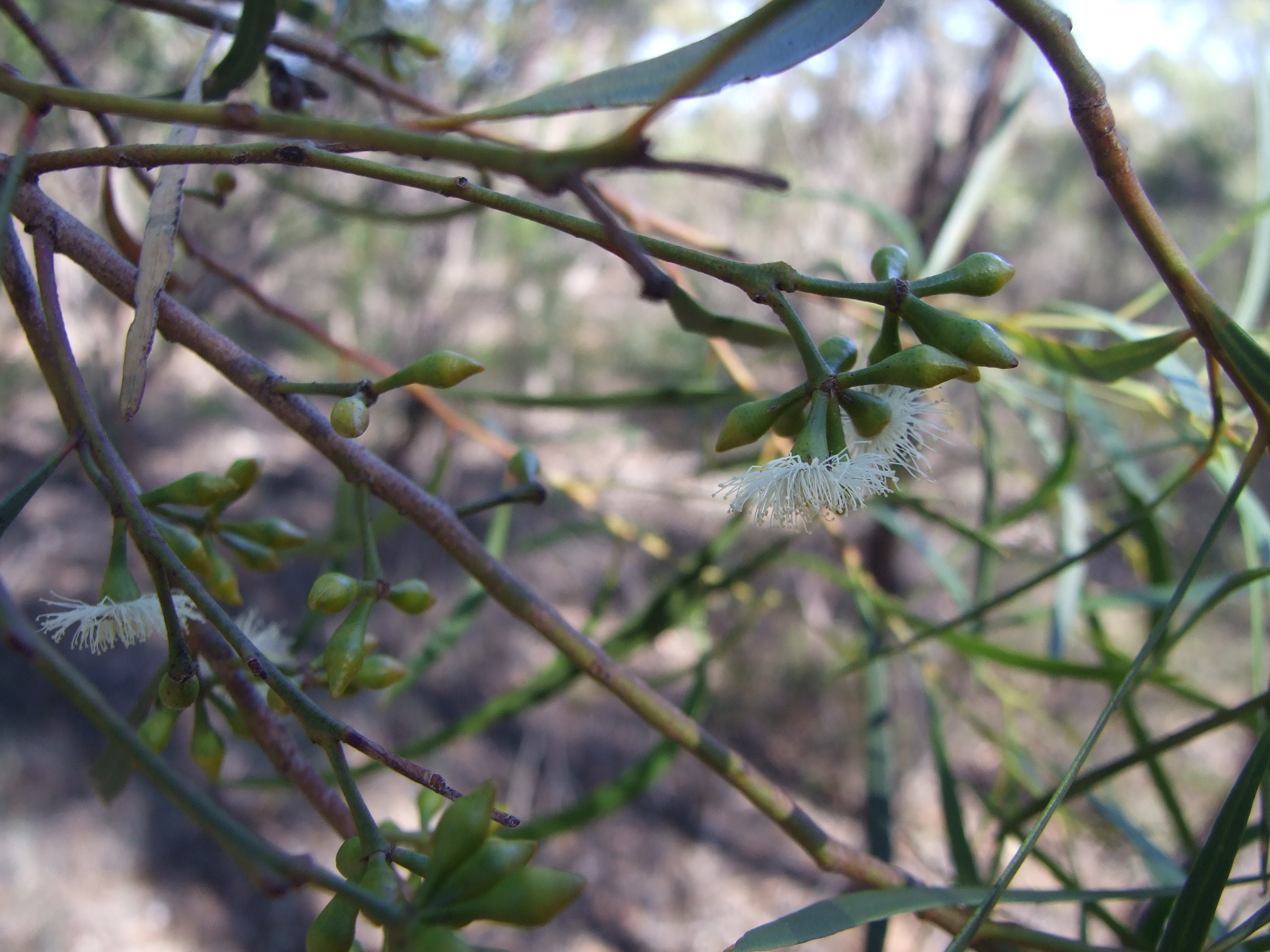